# いまこくのつぶやき
『いまこくのつぶやき』は、テレビ愛媛で2011年から2014年7月29日まで放送されたミニ番組である。

## 番組概要
愛媛県今治市にある今治国際ホテルのウェディング、イベントなどの情報を放送している。

## 放送時間
- 火曜日21:54 - 22:00